# Ídolos (Portugal)
Ídolos foi um talent show português baseado no programa britânico Pop Idol. É transmitido pela SIC, tendo-se estreado a 5 de setembro de 2003.
Dos seis vencedores das anteriores edições do concurso, 5 gravaram pelo menos um álbum na sequência da sua participação do concurso (ou seja, todos menos a única vencedora feminina, Sandra Pereira, que ganhou a 4ª edição do concurso). Porém, o único vencedor que alcançou um nível simultaneamente grande e contínuo de sucesso - ainda que Filipe Pinto tenha também recebido um nivel de exposição de destaque, tendo sido premiado com o Best Portuguese Act, da MTV, em 2013 - foi Diogo Piçarra, vencedor da edição de 2012. Luísa Sobral, terceira classificada da primeira edição do concurso (2003) também conseguiu construir uma carreira de sucesso enquanto cantora e compositora a partir do início da década de 2010. O irmão de Luísa, Salvador Sobral - vencedor do Festival Eurovisão da Canção de 2017 -, também foi revelado no programa. Quanto a Luciana Abreu, que já havia cantado anteriormente em dois programas da SIC, viu no Ídolos a sua verdadeira rampa de lançamento para fama, principalmente enquanto personalidade televisiva (i.e., como atriz e apresentadora).

## Formato
- Numa fase inicial, são efetuados castings em diversas cidades do país. Esta fase é livre, ou seja, qualquer pessoa com idade entre 16 e 28 anos pode inscrever-se. Para este primeiro casting, o concorrente pode preparar duas músicas, uma em português e outra em inglês, para apresentar ao quadro de jurados. O júri decide então se o concorrente passa ou não à fase seguinte. É de referir que as músicas podem ser interpretadas a cappella ou acompanhadas de um instrumento musical, tocado ao vivo pelo concorrente.

- Na 1.ª Fase do Teatro, os selecionados do 1.º casting reúnem-se num auditório. Divididos por grupos de cerca de 10 concorrentes, sobem ao palco e cantam uma música, à sua escolha, a cappella. O júri, de seguida, pondera acerca da prestação de cada concorrente. Apenas alguns poderão avançar para a fase seguinte.

- Na Fase de Grupos, também realizada igualmente em auditório, os concorrentes que avançaram na 1.ª fase do teatro dividem-se em grupos de três. Nesta fase, a produção do programa seleciona algumas músicas para que cada grupo escolha, ensaie e interprete uma delas (à escolha), bem como a preparação de uma coreografia que envolva todos os elementos do grupo, para mais tarde apresentar ao júri; de seguida, este discute acerca da prestação de cada elemento do grupo, para chegar a um consenso acerca do futuro de cada concorrente no programa.

- A Fase do Piano, realizada igualmente em auditório consiste no seguinte: os concorrentes que prosseguiram na fase de grupos cantam agora uma canção, individualmente, acompanhados apenas por piano ou por um instrumento por eles tocado. As canções devem fazer parte de uma lista escolhida previamente pela produção do programa.

- No Juízo Final, todos os concorrentes que passaram pela fase do piano encontram-se frente a frente com o grupo de jurados. Neste confronto, o júri dialoga com o concorrente acerca do seu percurso no Ídolos, podendo inclusivamente pedir-lhe que cante uma música à sua escola, a cappella, para assim esclarecer dúvidas que ainda possam ter. Desta fase restam os 14 semifinalistas.

- Na Semifinal, que é também a 1.ª Gala ao vivo, o Top 14 atua individualmente e é munido de um número de telefone para votação do público. No final da gala, os 5 concorrentes mais votados pelo público avançam para a 2.ª Gala ao vivo. Seguidamente, o júri resgata mais 5 concorrentes, podendo nesta etapa incluir-se uma fase Wildcard.

- Na fase Wildcard, que poderá ocorrer se, eventualmente, o júri se encontrar indeciso entre salvar um ou outro concorrente, os dois cantores devem cantar uma música para assim esclarecer as dúvidas ao júri.

- Na fase de Galas, os concorrentes atuam individualmente e, no final da noite, o menos votado pelo público é eliminado da competição. No entanto, a partir do Top 10 e até restarem 4 finalistas (Top 4), o júri é munido do poder de resgatar o concorrente menos votado, possibilitando-o de continuar na competição mais uma semana. É de referir que o Júri apenas pode optar por utilizar este poder uma vez e, na semana seguinte, dois concorrentes são eliminados.

## Controvérsia de 2015 e posterior mudança de formato
A última edição do Ídolos, estreada no dia 9 de abril de 2022, diferenciou-se das anteriores por apostar muito menos nos chamados "cromos" e no vexame dos concorrentes e mais em histórias dramáticas, que apelam à emoção dos telespectadores, à semelhança da edição portuguesa do The Voice. Isto acontece depois de, em 2017, Júlia Pinheiro, Gabriela Sobral, a SIC e a Fremantle terem sido processadas por Alexa Ribeiro (anteriormente conhecida como Daniel Ribeiro), concorrente da edição de 2015 que se sentiu humilhada depois de a sua aparição no concurso ter sido acompanhada de uma manipulação digital que simulava um agigantamento das suas orelhas. Em janeiro de 2024, Júlia Pinheiro e os restantes arguidos, ligados à SIC e à Freemantle, chegaram a um acordo confidencial com a ex-concorrente, evitando, assim, ir a julgamento.

## Jurados e apresentadores

### Jurados
| Jurados                 | Edições | Edições | Edições | Edições | Edições | Edições | Edições | Edições |
| Jurados                 | 1       | 2       | 3       | 4       | 5       | 6       | 7       |         |
| ----------------------- | ------- | ------- | ------- | ------- | ------- | ------- | ------- | ------- |
| Manuel Moura dos Santos |         |         |         |         |         |         |         |         |
| Luís Jardim             |         |         |         |         |         |         |         |         |
| Ramón Galarza           |         |         |         |         |         |         |         |         |
| Sofia Morais            |         |         |         |         |         |         |         |         |
| Roberta Medina          |         |         |         |         |         |         |         |         |
| Laurent Filipe          |         |         |         |         |         |         |         |         |
| Pedro Boucherie Mendes  |         |         |         |         |         |         |         |         |
| Tony Carreira           |         |         |         |         |         |         |         |         |
| Pedro Abrunhosa         |         |         |         |         |         |         |         |         |
| Bárbara Guimarães       |         |         |         |         |         |         |         |         |
| Maria João Bastos       |         |         |         |         |         |         |         |         |
| Paulo Ventura           |         |         |         |         |         |         |         |         |
| Martim Sousa Tavares    |         |         |         |         |         |         |         |         |
| Ana Bacalhau            |         |         |         |         |         |         |         |         |
| Pedro Tatanka           |         |         |         |         |         |         |         |         |
| Joana Marques           |         |         |         |         |         |         |         |         |

### Apresentadores
| Apresentadores | Edições | Edições | Edições | Edições | Edições | Edições | Edições | Edições |
| Apresentadores | 1       | 2       | 3       | 4       | 5       | 6       | 7       |         |
| -------------- | ------- | ------- | ------- | ------- | ------- | ------- | ------- | ------- |
| Silvia Alberto |         |         |         |         |         |         |         |         |
| Pedro Granger  |         |         |         |         |         |         |         |         |
| Cláudia Vieira |         |         |         |         |         |         |         |         |
| João Manzarra  |         |         |         |         |         |         |         |         |
| Sara Matos     |         |         |         |         |         |         |         |         |

## Edições
Legenda
| Concorrente feminina | Concorrente masculino |  |

| Edição | Estreia             | Final                | No. de concorrentes | No. de episódios | Júri (ordem das cadeiras) | Júri (ordem das cadeiras) | Júri (ordem das cadeiras) | Júri (ordem das cadeiras) | Vencedor | Vencedor          | 2.º Lugar | 2.º Lugar         | 3.º Lugar | 3.º Lugar          |
| ------ | ------------------- | -------------------- | ------------------- | ---------------- | ------------------------- | ------------------------- | ------------------------- | ------------------------- | -------- | ----------------- | --------- | ----------------- | --------- | ------------------ |
| 1      | 5 de setembro 2003  | 2 de janeiro 2004    | 30                  | 18               | Manuel Moura dos Santos   | Ramón Galarza             | Sofia Morais              | Luís Jardim               |          | Nuno Norte        |           | Ricardo Oliveira  |           | Luísa Sobral       |
| 2      | 3 de setembro 2004  | 14 de janeiro 2005   | 24                  | 20               | Manuel Moura dos Santos   | Ramón Galarza             | Sofia Morais              | Luís Jardim               |          | Sérgio Lucas      |           | Raquel Guerra     |           | André Pimenta      |
| 3      | 4 de outubro 2009   | 14 de fevereiro 2010 | 15                  | 20               | Pedro Boucherie Mendes    | Roberta Medina            | Laurent Filipe            | Manuel Moura dos Santos   |          | Filipe Pinto      |           | Diana Piedade     |           | Carlos Costa       |
| 4      | 12 de setembro 2010 | 31 de dezembro 2010  | 14                  | 17               | Pedro Boucherie Mendes    | Roberta Medina            | Laurent Filipe            | Manuel Moura dos Santos   |          | Sandra Pereira    |           | Martim Vicente    |           | Carolina Deslandes |
| 5      | 25 de março 2012    | 29 de julho 2012     | 14                  | 19               | Manuel Moura dos Santos   | Bárbara Guimarães         | Tony Carreira             | Pedro Abrunhosa           |          | Diogo Piçarra     |           | Mariana Domingues |           | André Cruz         |
| 6      | 12 de abril 2015    | 23 de agosto 2015    | 20                  | 20               | Pedro Boucherie Mendes    | Maria João Bastos         | Paulo Ventura             |                           |          | João Couto        |           | Sara Martins      |           | Paulo Sousa1       |
| 7      | 9 de abril 2022     | 3 de julho 2022      | 15                  | 13               | Martim Sousa Tavares      | Joana Marques             | Ana Bacalhau              | Pedro Tatanka             |          | Eduardo Gonçalves |           | Eva Stuart        |           | Juliana Anjo2      |

1. ↑ A 6.ª edição foi a primeira a ter um Top 3 a participar na Final. Em todas as restantes edições, o 3.º classificado foi eliminado na gala anterior à Final.
2. ↑ A 7.ª edição foi a primeira a ter um Top 4 a participar na Final. Em todas as restantes edições, o 3.ª classificado (exceto a 6.ª edição) e o 4.º classificado foram eliminados na gala anterior à Final.

## Audiências
| Edição | Estreia                | Estreia | Estreia | Final                   | Final            | Final | Horário          | Medidora de audiência |
| Edição | Data                   | Rating  | Share   | Data                    | Rating           | Share | Horário          | Medidora de audiência |
| ------ | ---------------------- | ------- | ------- | ----------------------- | ---------------- | ----- | ---------------- | --------------------- |
| 1      | 5 de setembro de 2003  | 9,4     | 26,5%   | 2 de janeiro de 2004    | —                | —     | Sextas à noite   | Marktest              |
| 2      | 3 de setembro de 2004  | 12,3    | 34%     | 14 de janeiro de 2005   | Gala Final: 9,9% | 30.9% | Sextas à noite   | Marktest              |
| 2      | 3 de setembro de 2004  | 12,3    | 34%     | 14 de janeiro de 2005   | A Final: 10,9    | 49,6% | Sextas à noite   | Marktest              |
| 3      | 4 de outubro de 2009   | 12%     | 38,5%   | 14 de fevereiro de 2010 | 13,3             | 40,8% | Domingos à noite | Marktest              |
| 4      | 12 de setembro de 2010 | 13,5    | 36,9%   | 31 de dezembro de 2010  | 5,7              | 19,3% | Domingos à noite | Marktest              |
| 5      | 25 de março de 2012    | 14,9    | 36,1%   | 29 de julho de 2012     | 9,8              | 24,7% | Domingos à noite | GFK                   |
| 6      | 12 de abril de 2015    | 10,1    | 21,7%   | 23 de agosto de 2015    | 6,7              | 15,3% | Domingos à noite | GFK                   |
| 7      | 9 de abril de 2022     | 10,6    | 20,4%   | 3 de julho de 2022      | —                | —     | —                | GFK                   |

1. ↑ A 7.ª edição foi exibida aos sábados à noite, porém, a Final foi exibida ao domingo à noite.

## Depois do programa
- Nuno Norte (vencedor da 1.ª edição) lançou um álbum e fez parte da banda Filarmónica Gil. Em 2009 participou no Festival RTP da Canção, tentando levar a sua canção "Lua sem Luar" ao Festival da Eurovisão na Rússia. A canção ficou posicionada em 4.º lugar.
- Ricardo Oliveira gravou um disco como prémio de ficar em 2.º lugar na primeira edição. Em 2011/2012 foi finalista do concurso "A Voz de Portugal" e gravou um segundo álbum.
- Luísa Sobral lançou o seu disco de estreia em 2011 e o segundo em 2013.
- Sérgio Lucas (vencedor da 2.ª edição) participava no programa Fátima que era transmitido diariamente no canal SIC. Participou no musical "Sexta-Feira 13", entre outros, em várias galas e espectáculos. O seu primeiro CD "Até ao Fim" foi editado pela Som Livre em Janeiro de 2007, sendo produzido por Luís Jardim. Gravou um segundo disco, "Vícios", em 2011. Participou em musicais de Felipe La Feria como "Jesus Cristo Superstar", "West Side Story", "Pinóquio" e "Peter Pan". Entre esses trabalhos desempenhou também um dos papéis principais em "Máquina de Somar", apresentado pelo Teatro da Trindade, com encenação de Fernanda Lapa.
- Luciana Abreu (6.º lugar na 2.ª edição), foi protagonista na adaptação portuguesa da telenovela argentina Floricienta. A partir desse momento ficou conhecida não como "Borboleta" (alcunha popularizada no concurso), mas sim como "Floribella". Em Maio de 2005 representou Portugal em Kiev no Festival Eurovisão da Canção, junto a Rui Drummond. Esta participante foi provavelmente aquele que mais sucesso alcançou depois do programa. Foi também vencedora da Grande Final de 2007 de "Dança Comigo", na RTP1. Em 2008 e 2009 é apresentadora do novo programa infantil da SIC, "Lucy". Em 2009 participou no Festival RTP da Canção
- Raquel Guerra (2.º lugar na 2.ª edição), actuou também em Floribella, interpretando Clara, back-vocal na banda de Flor (Luciana Abreu) e sua amiga. Conseguiu também um lugar como back-vocal em "Família Superstar". Entrou em 2010, na série juvenil Morangos com Açúcar, interpretando Lolita, do grupo GTC. Em 2014 foi finalista no Festival RTP da Canção.
- Mariline Hortigueira (11.º lugar na 3.ª edição) fez uma produção fotográfica para a revista masculina FHM em 2010.
- Catarina Boto (8.º lugar na 3.ª edição) foi convidada pela SIC para dar voz ao tema "Morte ao Sol", um original dos GNR, para o genérico da série vampiresca "Lua Vermelha".
- Carolina Torres (6.º lugar na 3.ª edição) foi apresentadora do programa Curto-Circuito da SIC Radical depois de convidada por Pedro Boucherie Mendes. Foi concorrente do programa Splash! Celebridades, em 2013.
- Diana Piedade (2.º lugar na 3.ª edição) foi convidada para actuar no Rock in Rio 2010. Juntamente com Rui Unas gravou uma música chamada "Margem Sul State of Mind", uma versão de Empire State of Mind.
- Carlos Costa (3.º lugar da 3.ª edição) foi convidado para vários eventos e alguns programas televisivos tais como "Força Portugal" (2010), "Boa Tarde" (2011), entre outros. Participou no Festival RTP da Canção de 2012. Gravou o seu primeiro disco e ganhou um concurso musical na Rússia. Foi concorrente no reality show A Quinta e A Quinta: O Desafio, da TVI.
- André Cruz (3.ª edição e 5.ª edição) foi convidado para se juntar a Jani Zhao na apresentação de Pronto-a-Vestir na SIC K. André participou, em conjunto com outros finalistas da 3.ª edição dos Ídolos, na música "A nossa canção", a versão portuguesa de "This Is Our Song" do filme do Disney Channel "Camp Rock 2". Em 2011 cantou a música de genérico de Phineas e Ferb.
- Maria Bradshaw (4.ª edição) participou no The Voice Portugal de 2016.
- Diogo Piçarra (vencedor da 5.ª edição) gravou o seu disco de estreia em 2015.
- Paulo Sousa (3.º lugar na 6.ª edição) lançou dois temas em 2016,: "Onde Quero Estar" e "Todos Os Dias", tendo estes sido banda sonora das novela da TVI Santa Bárbara e Massa Fresca, respetivamente. Em fevereiro de 2018, lançou o seu primeiro álbum, Teu.
- João Couto (vencedor da 6ª edição) lançou o seu primeiro álbum, Carta Aberta, em março de 2018.[12]
- Salvador Sobral (7.º lugar na 3.ª edição), ganhou o Festival Eurovisão da Canção 2017 com a música "Amar Pelos Dois" escrita por sua irmã, Luísa Sobral.
- Raphael Drew Boltman (6.ª edição) lançou as suas primeiras músicas independentemente em 2019,: "Colorblind" e "bipolar".

## Prémios e indicações
| Ano  | Prémio            | Categoria                             | Por           | Resultado |
| ---- | ----------------- | ------------------------------------- | ------------- | --------- |
| 2015 | Troféus TV 7 Dias | Melhor Programa de Entretenimento     | Ídolos 6      | Indicado  |
| 2015 | Troféus TV 7 Dias | Melhor apresentador de Entretenimento | João Manzarra | Indicado  |